# Powstanie w Angoli
Powstanie w Angoli – zbrojne działania rdzennej ludności przeciwko portugalskim władzom kolonialnym, jakie wybuchły w 1961 roku.

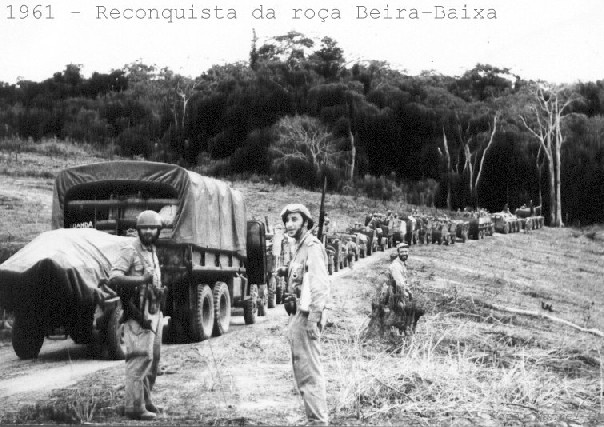
Portugalski konwój wojskowy w Angoli (1961)

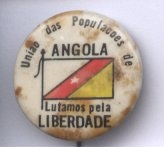
Emblemat powstańców UPA, późniejszej FNLA

Powstanie rozpoczęło się 3 stycznia 1961 roku w regionie Baixa de Cassanje w prowincji Malanje w Angoli Portugalskiej. 15 marca 1961 doszło do pierwszych walk pomiędzy siłami powstańczymi a rządowymi, kiedy przede wszystkim zaatakowane zostały placówki policyjne. Mimo nielicznych sił, powstańcy opanowali kilkanaście miasteczek i odcięli 50 miejscowości od stolicy (Luandy).
Wskutek tych wydarzeń i w wyniku zagrożenia południe kraju opuścili bogaci obywatele portugalscy. Na miejscu pozostali jedynie biali robotnicy najemni, którzy rozpoczęli organizację oddziałów samoobrony.
Po kilku tygodniach niepokoje ogarnęły północny zachód kraju. W prowincjach Uíge i Kwanza Północna powstańcy z plemienia Bakongo zaatakowali kilkadziesiąt farm zabijając kilkuset portugalskich osadników. W przeciągu kilku miesięcy fala mordów i grabieży rozlała się na całą północną Angolę, aż po granicę z Kongo.
W odpowiedzi na ataki powstańców zorganizowane ochotniczo przez osadników oddziały  milicji rozpoczęły pustoszenie wiosek miejscowej ludności. Do sierpnia 1961 siły te wzmocniono 17 000 regularnego wojska przysłanego z Portugalii. W wyniku brutalnych walk śmierć poniosło 50 000 rdzennych mieszkańców Angoli, głównie z plemienia Bakongo. 150 000 uchodźców schroniło się w sąsiednim Kongo. 
Pod koniec roku do działań przystąpiło portugalskie lotnictwo bombardując wioski należące do miejscowej ludności. Powstanie ostatecznie upadło, portugalscy osadnicy  nie mogli jednak już czuć się bezpiecznie.